# Уголь (телесериал)
«У́голь» — российский многосерийный драматический телевизионный художественный фильм 2017 года режиссёра Владимира Котта.
Онлайн-премьера сериала состоялась 16 ноября 2023 года в онлайн-кинотеатрах «КиноПоиск HD», «IVI» и «Кино1ТВ». 3 февраля 2025 года ожидается телевизионная премьера на «Первом канале».

## В ролях
| Актёр                 | Роль                                         |
| --------------------- | -------------------------------------------- |
| Александр Коршунов    | Пётр Журавлёв                                |
| Елена Цыплакова       | Лидия Журавлёва                              |
| Юлия Хлынина          | Полина Журавлёва в молодости                 |
| Виктория Толстоганова | Полина Журавлёва                             |
| Татьяна Палеева       | Тома Журавлёва в молодости                   |
| Инга Оболдина         | Тома Журавлёва                               |
| Андрей Соколов        | Константин Викторович Макаров директор шахты |
| Юрий Борисов          | Гена Журавлёв в молодости                    |
| Александр Бухаров     | Гена Журавлёв                                |
| Александр Горбатов    | Фёдор Журавлёв                               |
| Илья Акинтьев         | Дима                                         |
| Владимир Верёвочкин   | Вася                                         |
| Николай Козак         | Егор                                         |
| Арина Жаркова         | Люба в молодости                             |
| Елена Панова          | Люба                                         |
| Агния Кузнецова       | Кира в молодости                             |
| Елена Гольянова       | Кира                                         |
| Антон Шпиньков        | Иван в молодости                             |
| Николай Качура        | Иван                                         |
| Егор Трухин           | Слава в молодости                            |
| Дмитрий Куличков      | Слава                                        |
| Евгений Михеев        | Моня в молодости                             |
| Иван Кокорин          | Моня                                         |
| Антон Денисенко       | Тимофей Булыгин в молодости                  |
| Константин Тополага   | Тимофей Булыгин                              |
| Юрий Нифонтов         | Зорин                                        |
| Владимир Яворский     | мэр                                          |
| Владимир Зайцев       | Загальский                                   |
| Виктор Супрун         | Клочков отец Гены                            |
| Сергей Бадичкин       | Альберт                                      |
| Ольга Бешуля          | Нина                                         |
| Поля Полякова         | Рита                                         |
| Алиса Свешникова      | Алена                                        |
| Сергей Беляев         | Пашков                                       |
| Леонид Громов         | Потапов                                      |
| Андрей Шибаршин       | Андрей                                       |
| Алексей Матошин       | Олег Зуев                                    |
| Андрей Арзяев         | Прокопенко начальник оперчасти спасателей    |
| Кирилл Мугайских      | Дроздов спасатель                            |
| Александр Зуев        | Власенко инспектор Ростехнадзора             |